# 済生会横浜市南部病院
社会福祉法人恩賜財団済生会横浜市南部病院（しゃかいふくしほうじんおんしざいだんさいせいかいよこはましなんぶびょういん）は、神奈川県横浜市港南区にある医療機関である。

## 概要
1973年（昭和48年）、横浜市では人口急増に対処するために、500床規模の総合病院を横浜市内に建設する計画が立てられた。そして、横浜南部地域では横浜市と社会福祉法人恩賜財団済生会が建設し、恩賜財団済生会支部神奈川県済生会が運営する「社会福祉法人恩賜財団済生会横浜市南部病院」を開設する事となり、現在に至る。2025年5月時点、神奈川県選挙管理委員会より、不在者投票のできる施設の一つとして指定されている。

## 沿革
- 1983年（昭和58年）6月10日 済生会横浜市南部病院開院。

### 移転計画
延床面積は29,422m2。1床当たり59m2で、市内の地域中核病院の中で最も狭いことに加え、開院から35年を越え、老朽化も問題となっている。横浜市は2019年5月に、現在地から約1.2Km離れた環状3号線沿いの横浜市資源循環局港南工場（清掃工場）跡地を有力候補地として移転を検討していることを明らかにした。

## 診療科
- 総合内科
- 消化器内科
- 呼吸器内科
- 腎臓高血圧内科
- 糖尿病･内分泌内科
- 神経内科
- 精神科
- 循環器内科
- 小児科
- 外科
- 形成外科
- 整形外科
- 脳神経外科
- 皮膚科
- 泌尿器科
- 産婦人科
- 眼科
- 耳鼻咽喉科
- 放射線科
- 歯科口腔外科
- 麻酔科
- 心臓血管外科
- リハビリテーション科
- 緩和医療科

その他部門
- 看護部
- 薬剤部
- 栄養部
- 中央検査部
- 中央放射線部
- 福祉部門
- 治験事務局

併設施設
- 訪問看護ステーション
- 横浜市の指定管理事業
  - 地域ケアプラザ（地域包括支援センター、居宅介護支援事業、デイケアサービス、地域交流事業）

## 医療機関の指定等
- 神奈川県災害医療拠点病院
- 地域医療支援病院
- 臨床研修指定病院
- 看護師養成実習病院

## 交通アクセス
- JR東日本京浜東北線・根岸線港南台駅下車、横浜方面へ徒歩約3分。